# Campaneta de porta

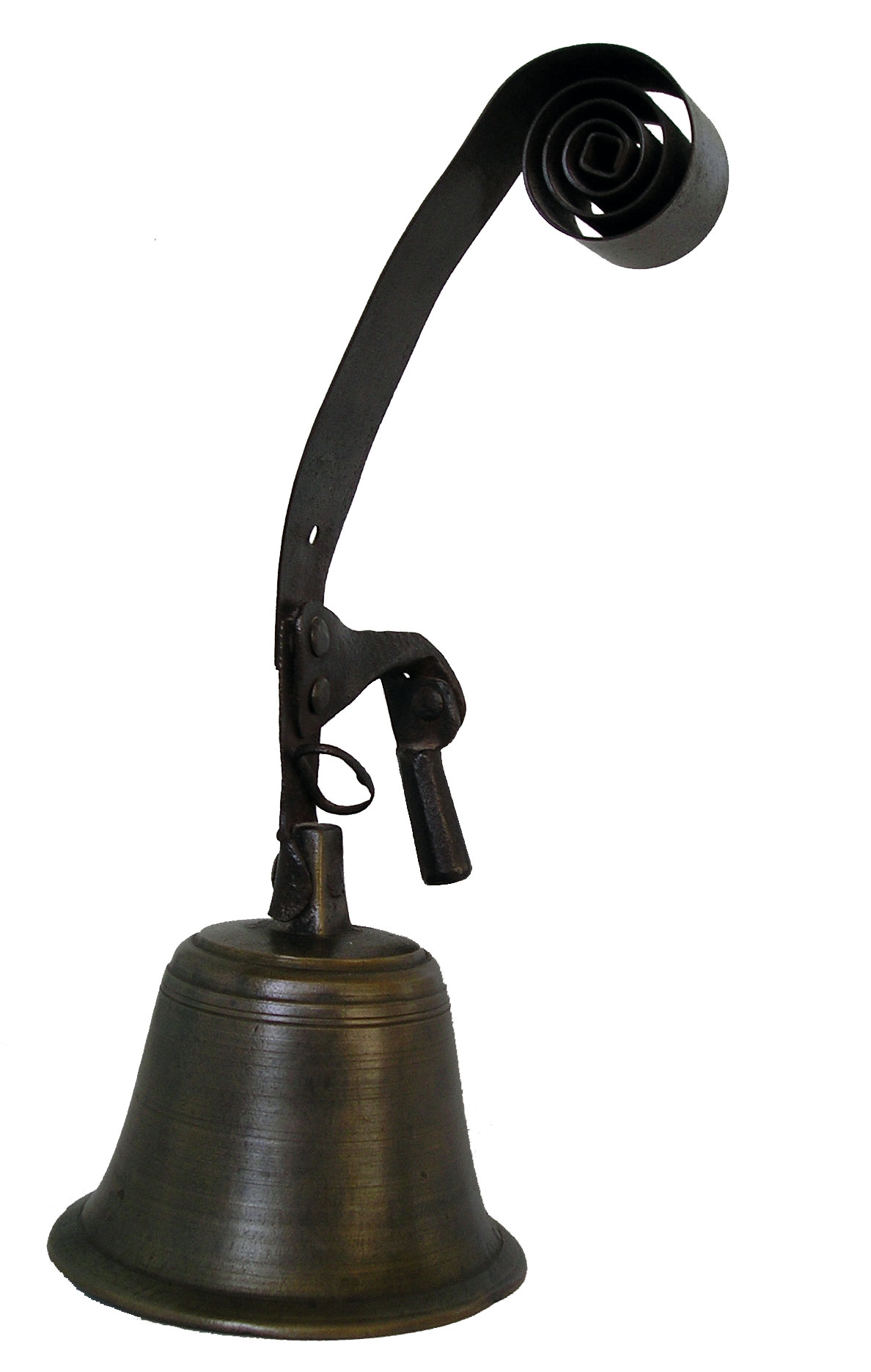
Antiga campaneta de porta

Un campaneta de porta és un dispositiu de senyalització que normalment s'instal·la prop de la porta d'entrada d'una casa o d'un edifici. A l'arribada d'un visitant, aquest estira una cadena o cordill fent que soni la campaneta a l'interior de l'edifici, alertant així a l'ocupant de la seva presència.
Encara que les primeres campanetes de porta eren totalment mecàniques, i s'activaven tirant d'una corda, amb l'arribada de l'electricitat van ser substituïdes per timbres elèctrics, que s'accionen exercint una lleu pressió sobre un botó polsador. Les últimes campanetes de porta més modernes empren un comandament sense fils.

## Història

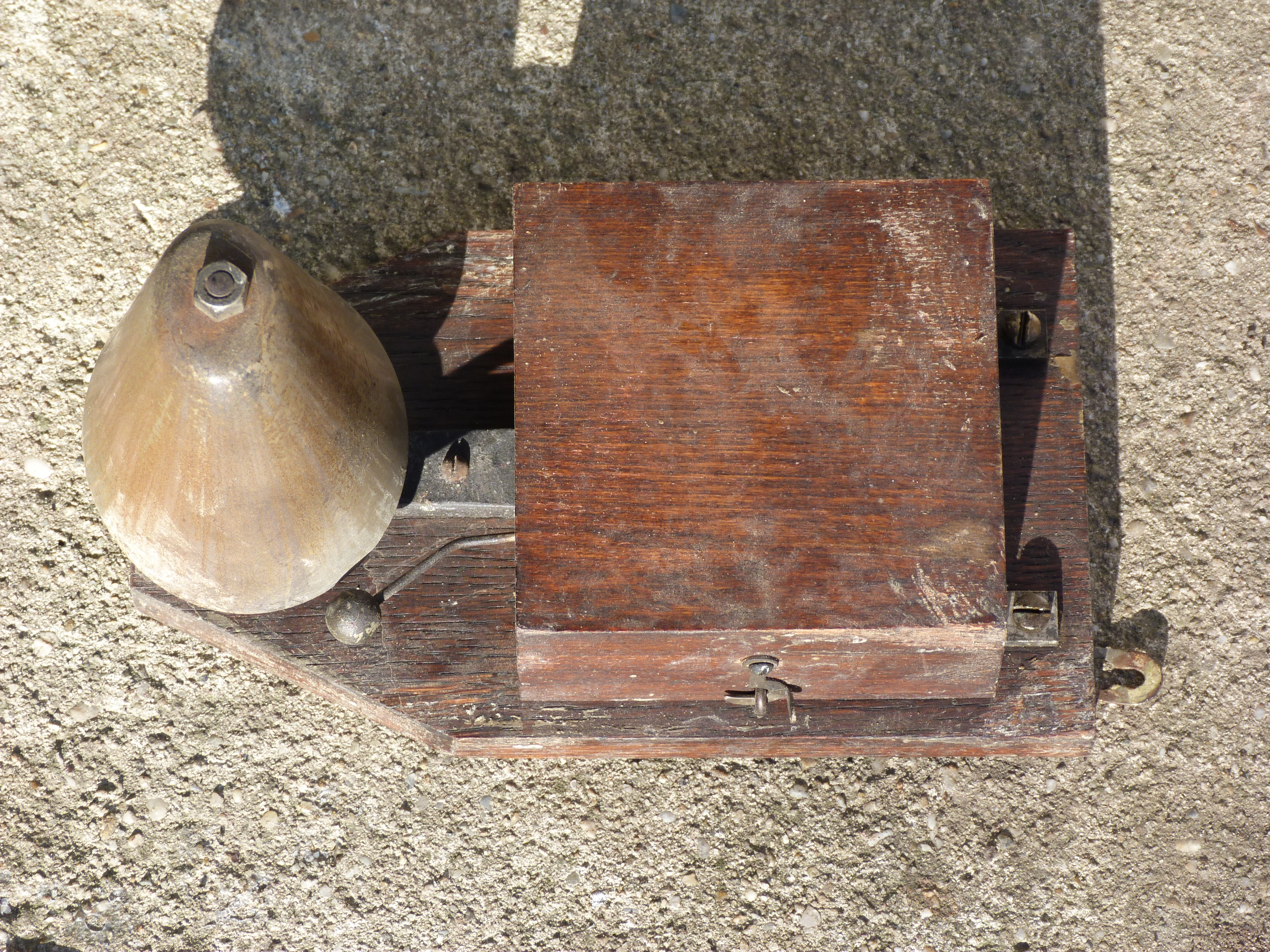
Timbre de 1884, Andrássy Avenue

William Murdoch, un inventor escocès, va instal·lar diverses de les seves pròpies invencions a la seva casa, construïda a Birmingham el 1817; una d'elles era un timbre d'alta sonoritat, que funcionava mitjançant un sistema de canonades d'aire comprimit
Un precursor del timbre elèctric, específicament una campana que podia fer sonar a distància a través d'un cable elèctric, va ser inventat per Joseph Henry al voltant de 1831. L'any 1900, els timbres elèctrics s'havien convertit ja en una cosa d'ús comú.

## Sistemes de campanetes mecàniques

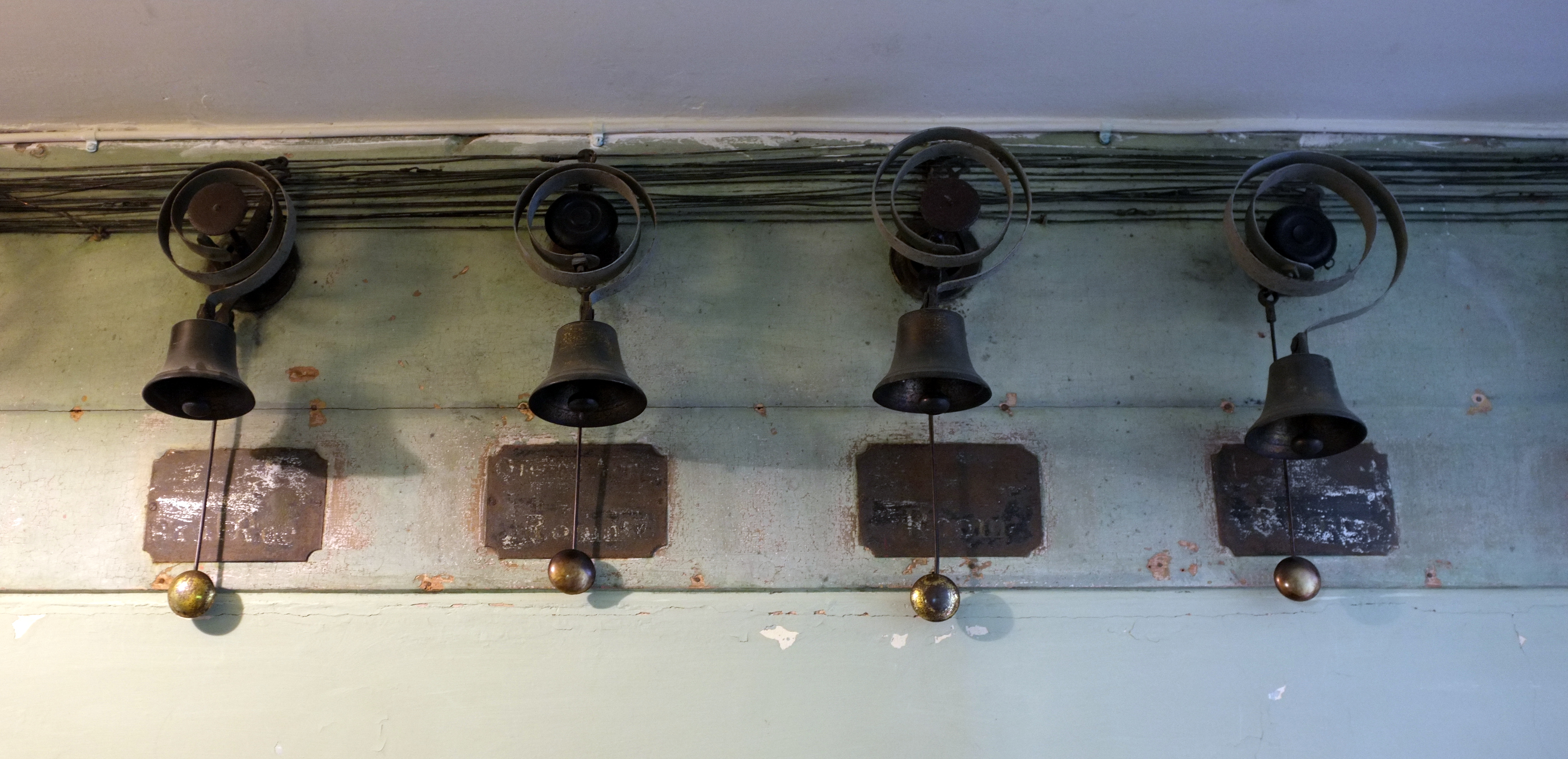
Panell de campanetes de Personal

Les grans cases i finques (o els hotels) sovint tenien complicats sistemes mecànics per permetre que els ocupants de qualsevol habitació poguessin estirar el cordó d'una campaneta d'avís fent-la sonar en un panell de campanetes central a les cambres de personal o a la recepció.